# Никита Гусев
Никита Андрејевич Гусев (рус. Никита Андреевич Гусев — Москва, 8. јул 1992) професионални је руски хокејаш на леду који игра на позицији левокрилног нападача. 
Члан је сениорске репрезентације Русије за коју је на међународној сцени дебитовао на светском првенству 2017. године. На истом првенству Гусев је са репрезентацијом освојио бронзану медаљу.
Учествовао је на улазном драфту НХЛ лиге 2012. где га је као 202. пика у седмој рунди одабрала екипа Тампа беј лајтнингса. 
Од 2015. игра у дресу петербуршког СКА у КХЛ лиги, екипи са којом је освојио трофеј Гагариновог купа у сезони 2016/17.